# Internationale Filmfestspiele von Cannes 1952
Die 5. Internationalen Filmfestspiele von Cannes 1952 fanden vom 23. April bis zum 10. Mai 1952 statt.

## Wettbewerb
Im Wettbewerb waren folgende Filme vertreten:
| Filmtitel                        | Regisseur                                                    | Produktionsland                   | Darsteller (Auswahl)                      |
| Amar Bhoopali                    | V. Shantaram                                                 | Indien                            | Panditrao Nagarkar, Lalita Pawar, Sandhya |
| Ein Amerikaner in Paris          | Vincente Minnelli                                            | USA                               | Gene Kelly, Leslie Caron                  |
| Arashi no naka no hara           | Kozo Saeki                                                   | Japan                             |                                           |
| La Ausente                       | Julio Bracho                                                 | Mexiko                            |                                           |
| Das Bankett der Schmuggler       | Henri Storck                                                 | Belgien, Deutschland              | Käthe Haack                               |
| Il Cappotto                      | Alberto Lattuada                                             | Italien                           |                                           |
| Denn sie sollen getröstet werden | Zoltan Korda                                                 | Großbritannien, Südafrika         | Sidney Poitier                            |
| Dakapo                           | Harold French, Pat Jackson, Anthony Pelissier (Episodenfilm) | Großbritannien                    |                                           |
| Fanfan, der Husar                | Christian-Jaque                                              | Frankreich, Italien               | Gérard Philipe, Gina Lollobrigida         |
| Genji monogatari                 | Kozaburo Yoshimura                                           | Japan                             |                                           |
| Herz der Welt                    | Harald Braun                                                 | Deutschland                       | Hilde Krahl, Dieter Borsche, Werner Hinz  |
| Ibn el Nil                       | Youssef Chahine                                              | Ägypten                           |                                           |
| Lailat gharam                    | Ahmed Badrakhan                                              | Ägypten                           |                                           |
| Das letzte Rezept                | Rolf Hansen                                                  | Deutschland                       | Heidemarie Hatheyer, O. W. Fischer        |
| Maria Morena                     | José María Forqué, Pedro Lazaga                              | Spanien                           |                                           |
| Das Medium (Il medium)           | Gian Carlo Menotti                                           | Italien, USA                      | Marie Powers, Leopoldo Savona             |
| Nami                             | Noboru Nakamura                                              | Japan                             |                                           |
| Nekri politeia                   | Frixos Iliadis                                               | Griechenland                      | Irene Papas                               |
| Nødlanding                       | Arne Skouen                                                  | Norwegen                          |                                           |
| Othello*                         | Orson Welles                                                 | USA, Italien, Frankreich, Marokko | Orson Welles                              |
| Parsifal                         | Daniel Mangrané                                              | Spanien                           |                                           |
| Pasó en mi barrio                | Mario Soffici                                                | Argentinien                       |                                           |
| Polizeirevier 21                 | William Wyler                                                | USA                               | Kirk Douglas, Eleanor Parker              |
| Räuber und Gendarm               | Mario Monicelli                                              | Italien                           | Totò                                      |
| Sie tanzte nur einen Sommer      | Arne Mattsson                                                | Schweden                          | Ulla Jacobsson                            |
| Surcos                           | José Antonio Nieves Conde                                    | Spanien                           |                                           |
| Tico-Tico no Fubá                | Adolfo Celi                                                  | Brasilien                         |                                           |
| Trois femmes                     | André Michel                                                 | Frankreich                        | Michel Bouquet                            |
| Umberto D.                       | Vittorio De Sica                                             | Italien                           |                                           |
| Unter den tausend Laternen       | Erich Engel                                                  | Frankreich, Deutschland           | Michel Auclair, Gisela Trowe, Inge Meysel |
| Viva Zapata!                     | Elia Kazan                                                   | USA                               | Marlon Brando, Jean Peters, Anthony Quinn |
| Der Weg, der zum Himmel führt    | Luis Buñuel                                                  | Mexiko                            | Lilia Prado                               |
| Der Weibsteufel                  | Wolfgang Liebeneiner                                         | Österreich                        | Hilde Krahl                               |
| Wir sind alle Mörder             | André Cayatte                                                | Frankreich, Italien               |                                           |
| Zwei Groschen Hoffnung*          | Renato Castellani                                            | Italien                           |                                           |

* = Grand Prix

## Preisträger
- Grand Prix: Zwei Groschen Hoffnung und Othello
- Sonderpreis der Jury: Wir sind alle Mörder
- Preis für einen lyrischen Film: Das Medium (Il medium)
- Bester Regisseur: Christian-Jaque für Fanfan, der Husar
- Bestes Drehbuch: Pietro Tellini für Räuber und Gendarm
- Beste Schauspielerin: Lee Grant in Polizeirevier 21
- Bester Schauspieler: Marlon Brando in Viva Zapata
- Beste Filmmusik: Sven Skold für Sie tanzte nur einen Sommer
- Beste Kamera: Kohei Sugiyama für Genji Monogatari